# Каралачикский сельсовет
Каралачикский сельсовет — муниципальное образование в Фёдоровском районе Башкортостана.
Согласно Закону о границах, статусе и административных центрах муниципальных образований в Республике Башкортостан имеет статус сельского поселения.

## Состав сельсовета
с. Каралачик,
с. Балыклыбашево.

## История
Образован в 1997 году. Закон Республики Башкортостан «Об образовании Каралачикского сельсовета
Федоровского района Республики Башкортостан» № 77-з гласит:

Статья 1.
Образовать Каралачикский сельсовет Федоровского района Республики Башкортостан с центром в селе Каралачик путём разделения Балыклинского сельсовета Федоровского района Республики Башкортостан.
Статья 2.
Установить границу Каралачикского сельсовета Федоровского района Республики Башкортостан согласно представленной схематической карте

## Население
| 2002 | 2009 | 2010 | 2012 | 2013 | 2014 | 2015 |
| ---- | ---- | ---- | ---- | ---- | ---- | ---- |
| 823  | →823 | ↘714 | ↘697 | ↘685 | ↗693 | ↘651 |
| 2016 | 2017 | 2018 |      |      |      |      |
| ↗652 | ↘619 | ↘577 |      |      |      |      |